# Heinrich Woggersin

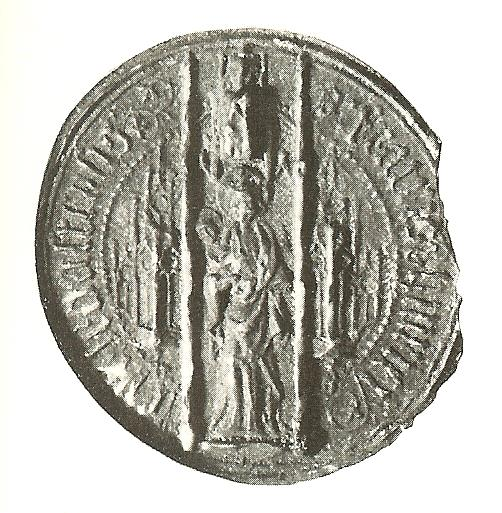
Siegel Heinrich Woggersins als Titularbischof von Sebaste

Heinrich Woggersin OESA, auch: Wuggersin, Wongersheim, Vongersch, Wagersin (wirksam zwischen 1420 und 1454) war Augustiner-Eremit und ab 1436 Titularbischof von Sebaste in Cilicia und Weihbischof in Cammin, später in Schwerin.

## Leben
Heinrich Woggersin war um 1420 Konventuale im Augustiner-Eremitenklosters Anklam. Er gehörte damals zur Observanz des Matteus de Introduco in Rom. Der Ordensgeneral Augustinus erlaubte ihm, nur für drei Wochen in seine Heimat zurückzukehren, danach solle er sich wieder in Rom einfinden. Am 14. Dezember 1435 gestattete ihm der Ordensgeneral Gerhard von Rimini, die Bischofswürde anzunehmen.

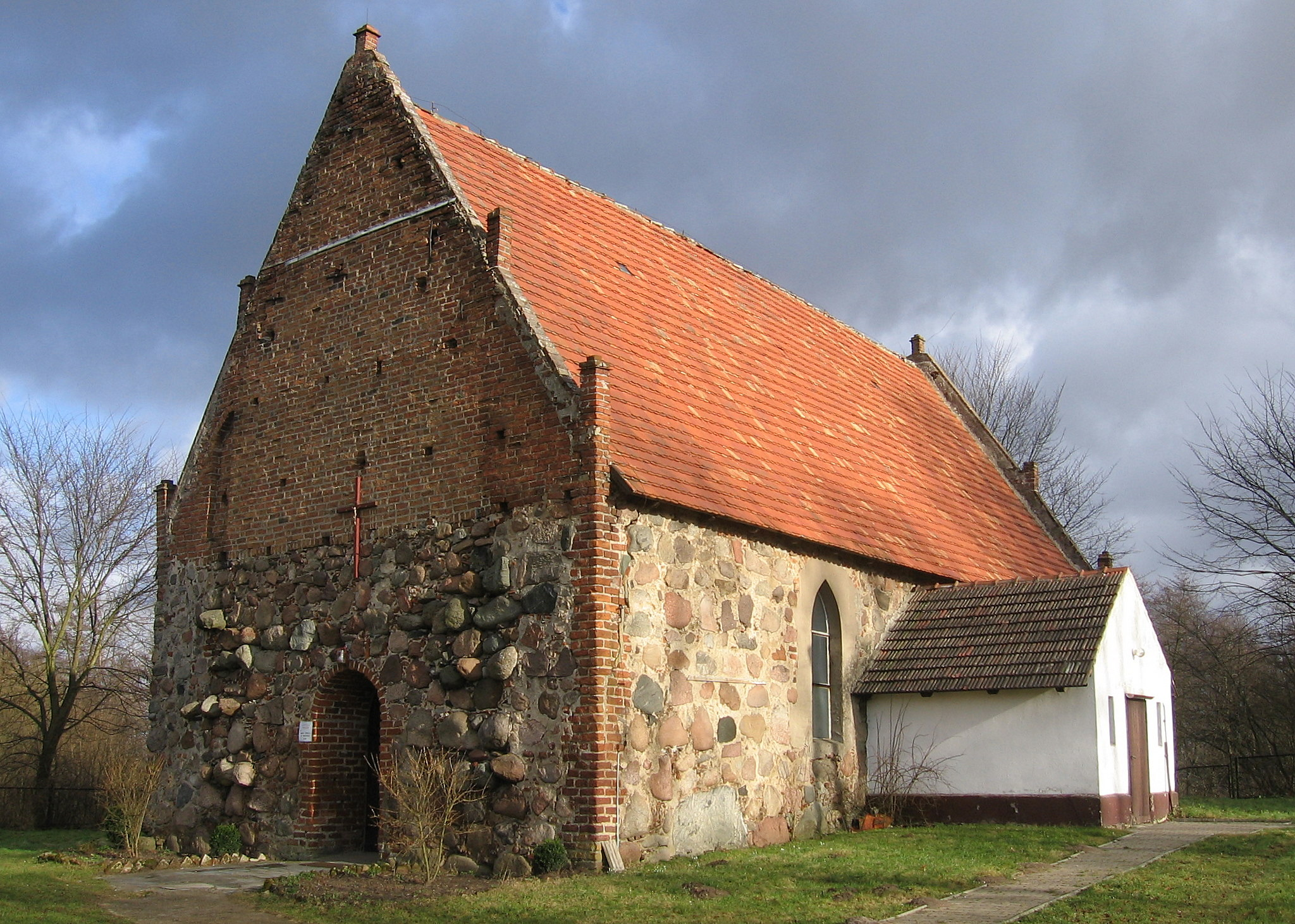
Von Woggersin geweihte Kirche Batzwitz

Am 25. Mai 1436 erfolgte die Ernennung zum Titularbischof von Sebaste in Cilicia. Gleichzeitig erhielt der Electus den Auftrag, als Vicarius in pontificalibus (Weihbischof) des Bischofs Siegfried II. Bock von Cammin tätig zu werden. Bis 1440 ist er dort urkundlich nachweisbar im Amt. So weihte er die Kirche und den Altar in der Kirche zu Batzwitz im späteren Kreis Greifenberg. Beim Abbruch des Altars fand man die Weiheurkunde aus Pergament mit einem anhängenden gut erhaltenen Rundsiegel.
Am 15. September 1442 erteilte Bischof Heinrich als vicarius in pontificalibus des Bischofs Hermann III. von Schwerin 40 Tage Ablass zugunsten der Kapelle von Suckow. Auch am 31. Mai 1444 war er im Bistum Schwerin tätig. An diesem Tag fand die Bischofsweihe von Nicolaus Böddeker statt, und Bischof Heinrich von Sebaste gehörte mit den Bischöfen Konrad von Havelberg und Johannes II. Prohl von Ratzeburg zu den Konsekratoren. Bischof Nicolaus behielt den Weihbischof seines Vorgängers. So erteilte er unter ausdrücklicher Betonung seiner Stellung als vicarius in pontificalibus seines Diözesanbischofs Nicolaus am 25. Juni 1444 in Doberan 40 Tage Ablass all denen, die von ihm geweihte Bilder der hl. Äbte Benedikt und Bernhard besuchen und vor ihnen beten würden.
Urkundlich bezeugt wurde am 3. März 1454 durch Bischof Nicolaus Böddeker in Stralsund die Erteilung der niederen Weihen an einen namentlich nicht näher bekannten Kleriker des Bistums Schwerin durch Weihbischof Heinrich.
Am 15. September 1454 nahmen der gnedighe her unde biscop the Zwerin, also der Diözesanbischof Nicolaus, und sein wygelbiscop her Hinrik, also Weihbischof Heinrich, gemeinsam an einer festlichen liturgischen Einkleidungsfeier der froken Elyzabeth, de noch nicht olt war Nonne Elisabeth, einer Tochter des Herzogs Heinrich IV. von Mecklenburg, im Klarissenkloster Ribnitz teil. Anwesend waren auch die Äbte der Klöster Dargun und Doberan. Die damals 5-jährige Elisabeth (1449–1506) wurde später Äbtissin im Klarissenkloster Ribnitz.
Damit enden die bisher bekannten bischöflichen Amtshandlungen des Weihbischofs Heinrich von Sebaste. Wann und wo er starb und sich seine Grabstätte befindet, ist nicht bekannt.

## Siegel
Bischof Heinrich hatte ein Rundsiegel von 38 mm Durchmesser. Mittig in der gotischen Nische befindet sich die Gottesmutter mit dem Jesuskind unter einem Baldachin.
Die Umschrift lautet: S' FRATRIS HINRICI EPI SEBASENSIS
An einer Urkunde vom 3. März 1454 hing an einem aus Membran geschnittenen Siegelband ein parabolisches Siegel von grünem Wachs. Die Darstellung auf demselben ist die Krönung Mariä und darunter ein betender Mönch.
Die Umschrift lautet: FRATIS + HINRICI + EPI + SE ...SIS.